# Kanton Le Quesnoy-Est
Le Quesnoy-Est (Nederlands: Kiezenet-Oost) is een voormalig kanton van het Franse Noorderdepartement. Het kanton maakte deel uit van het arrondissement Avesnes-sur-Helpe.

## Gemeenten
Het kanton Le Quesnoy-Est omvatte de volgende gemeenten:
- Beaudignies
- Englefontaine
- Ghissignies
- Hecq
- Jolimetz
- Le Quesnoy (deels, hoofdplaats)
- Locquignol
- Louvignies-Quesnoy
- Neuville-en-Avesnois
- Poix-du-Nord
- Potelle
- Raucourt-au-Bois
- Ruesnes
- Salesches
- Vendegies-au-Bois